# Dmitri Manuilski

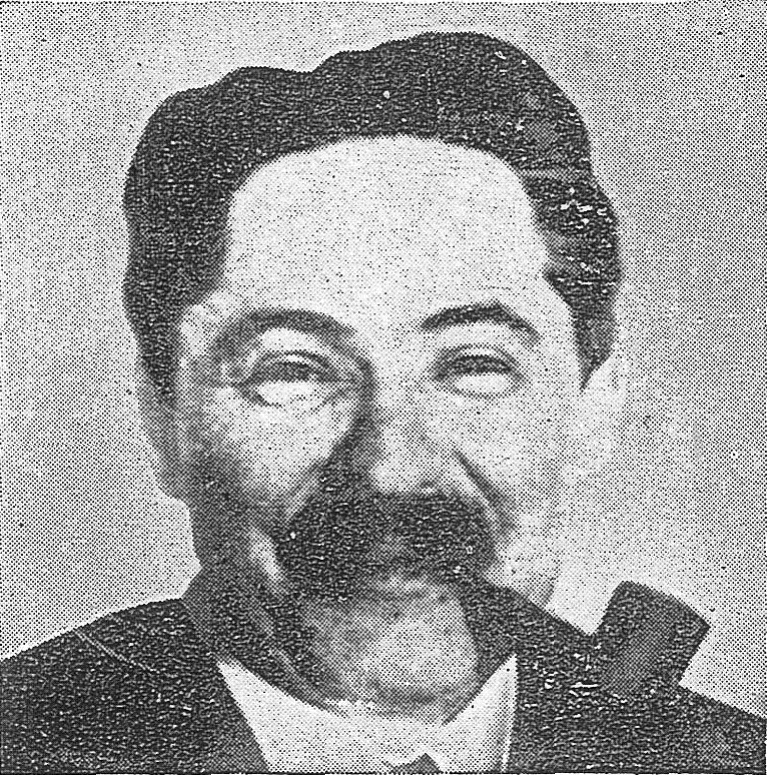
Dmitri Manuilski.

Dmitriy Manuilsky ou Dmytro Zakharovych Manuilsky (em russo:  Дмитрий Захарович Мануильский) nascido em 1883 na Ucrânia e falecido em 1959, foi um militante comunista que exerceu uma grande influência na Internacional Comunista nas décadas de 1920 e 1930.

## Ligações Externas
- V. I. Lenin, 528, TELEGRAM TO D. Z. MANUILSKY